# Militärischer Mehrkampf
Militärischer Mehrkampf war in der DDR eine Wettkampfübung, die von der Gesellschaft für Sport und Technik (GST) veranstaltet wurde.
Es handelte sich dabei um eine Kombination aus Geländelauf mit voller Ausrüstung (Marschgepäck, KK-MPi 69), Handgranatenweitzielwurf mit der Übungshandgranate F1 und Schießen. Beim Geländelauf gab es ersatzweise einen 3000-m-Lauf auf der Aschenbahn oder die Überwindung der Sturmbahn. Der Wettkampf wurde teilweise auch in normaler Laufbekleidung unter Mitführung des Repetiergewehrs durchgeführt (z. B. bei der Serie im ehemaligen Bezirk Leipzig).
Beim Schießen wurde je nach Anlage mit einem Luftgewehr (Seitenspanner, z. B. Suhler Modell 312), der KK-MPi 69 (eine vom Aussehen an die Kalaschnikow angelehnte, jedoch technisch abweichende Ausbildungsmaschinenpistole) oder dem fünfschüssigen KK-Repetiergewehr Suhl KKV geschossen. Allerdings überwog die KK-MPi ab der AK 16 (Altersklasse 16 Jahre). Beim Schießen gab es „normale“ Ringscheiben, Mannscheiben und Klappscheiben. Mannscheiben gab es allerdings nur auf Schießanlagen, wo die KK-MPi geschossen wurde. Die Schussentfernungen betrugen beim Luftgewehr 10 m und bei den KK-Gewehren 50 m.
Der Militärische Mehrkampf war außerdem ein Fernwettkampf innerhalb der GST, bei dem Leistungsabzeichen in 3 Klassen (Gold, Silber, Bronze) vergeben wurden. Anfangs in Medaillen für Sommer und Winter am Band oder an der Spange getragen, wurden diese Abzeichen später als Anstecknadeln, ähnlich der Nadeln für das Sportabzeichen des DTSB und ohne Unterteilung Sommer/Winter ausgegeben.
Beim Militärischen Mehrkampf Winter waren die Kriterien denen des Biathlon gleich. Es gab Einzelwettbewerbe männlich und weiblich sowie Männer- und Frauenmannschaften. Im Militärischen Mehrkampf Winter gab es Kreis-, Bezirks- und DDR-Meisterschaften, wobei die drei Erstplatzierten mit Medaillen geehrt wurden. Am 16. Januar 1971 fand der 1. DDR-offene Wettkampf der Trainingsstützpunkte Militärischer Mehrkampf Winter (Biathlon) in Bockau statt (Veranstalter: GST-Gebietsorganisation Wismut).